# Okamejei
Az Okamejei a porcos halak (Chondrichthyes) osztályának rájaalakúak (Rajiformes) rendjébe, ezen belül a valódi rájafélék (Rajidae) családjába tartozó nem.

## Tudnivalók
Az Okamejei-fajok előfordulási területe az Indiai-óceánban, valamint a Csendes-óceán nyugati felé van; ez utóbbiban Japántól egészen Ausztrália déli partjáig. Ezek a porcos halak fajtól függően 37–57 centiméter közöttiek.

## Rendszerezés
A nembe az alábbi 13 élő faj tartozik:
- Okamejei acutispina (Ishiyama, 1958)
- Okamejei arafurensis Last & Gledhill, 2008
- Okamejei boesemani (Ishihara, 1987)
- Okamejei cairae Last, Fahmi & Ishihara, 2010
- Okamejei heemstrai (McEachran & Fechhelm, 1982)
- Okamejei hollandi (Jordan & Richardson, 1909)
- Okamejei kenojei (J. P. Müller & Henle, 1841) - típusfaj
- Okamejei leptoura Last & Gledhill, 2008
- Okamejei meerdervoortii (Bleeker, 1860)
- Okamejei mengae Jeong, Nakabo & Wu, 2007
- Okamejei ornata Weigmann, Stehmann & Thiel, 2015
- Okamejei philipi (Lloyd, 1906)
- Okamejei schmidti (Ishiyama, 1958)